# Бессемер-Бенд (Вайомінг)
Бессемер-Бенд (англ. Bessemer Bend) — переписна місцевість (CDP) в США, в окрузі Натрона штату Вайомінг. Населення — 202 особи (2020).

## Географія
Бессемер-Бенд розташований за координатами 42°45′27″ пн. ш. 106°31′25″ зх. д. / 42.75750° пн. ш. 106.52361° зх. д. (42.757583, -106.523727).  За даними Бюро перепису населення США в 2010 році переписна місцевість мала площу 4,07 км², уся площа — суходіл.

## Демографія
Згідно з переписом 2010 року, у переписній місцевості мешкало 199 осіб у 84 домогосподарствах у складі 62 родин. Густота населення становила 49 осіб/км².  Було 87 помешкань (21/км²).
Расовий склад населення:
| - 94,5 % — білих - 0,5 % — азіатів - 2,0 % — осіб інших рас |

До двох чи більше рас належало 3,0 %. Частка іспаномовних становила 5,5 % від усіх жителів.
За віковим діапазоном населення розподілялося таким чином: 16,1 % — особи молодші 18 років, 61,3 % — особи у віці 18—64 років, 22,6 % — особи у віці 65 років та старші. Медіана віку мешканця становила 52,2 року. На 100 осіб жіночої статі у переписній місцевості припадало 114,0 чоловіків;  на 100 жінок у віці від 18 років та старших — 116,9 чоловіків також старших 18 років.
Цивільне працевлаштоване населення становило 105 осіб. Основні галузі зайнятості: сільське господарство, лісництво, риболовля — 29,5 %, роздрібна торгівля — 21,0 %, освіта, охорона здоров'я та соціальна допомога — 21,0 %.